# Peter Haring
Peter Haring (Eisenstadt, 2 giugno 1993) è un calciatore austriaco, difensore del Floridsdorfer.

## Carriera
Ha giocato nella prima divisione scozzese.

## Palmarès

### Club

#### Competizioni nazionali
- Scottish Championship: 1

Hearts: 2020-2021